# Cristòfol Montiu
Cristòfol Montiu i Solé (Cervera, Segarra, segle xviii - Catalunya, s. XIX) fou un científic i eclesiàstic beneficiat a Cervera i mestre de capella de l'Església de Sant Joan Baptista de Vallss.
Pertanyia a la Reial Acadèmia de Ciències i Arts de Barcelona. Va trametre nombroses memòries sobre temes agronòmics. Una d'elles tractava d'un artefacte mecànic que ell mateix va dissenyar i construir. L'instrument consisteix en una arada anomenada per ell mateix "aixada-arada".
També és conegut per la realització d'una estampa litogràfica molt primerenca en la qual es pot observar el plànol del seu invent agrari. Aquesta estampa litogràfica encara avui la podem trobar en la col·lecció d'incunables litogràfics (anomenades així les estampes anteriors a l'any 1825) de la Unitat Gràfica de la Biblioteca de Catalunya juntament amb la primera litografia coneguda de tot l'estat espanyol, de Josep March.
És destacat en l'aspecte musical per haver sigut mestre de composició de l'eclesiàstic i compositor català Salvador Vidal i Dura.